# Arena Gliwice
De Arena Gliwice is een multifunctioneel sportstadion, gelegen in Gliwice, Polen. Met een capaciteit van 13.752, is het na de Tauron Arena (Krakau), de grootste indoor arena van Polen. Naast de hoofd arena is er ook een kleinere arena voor zo'n 3.300 toeschouwers.

## Geschiedenis
De constructiewerken begonnen in 2013 en waren gepland om in 2015 afgerond te zijn. De werken liepen evenwel drie jaar vertraging op, en kostten uiteindelijk 420,4 miljoen złoty, oftewel 31% meer dan aanvankelijk begroot. De arena was gastheer voor het Junior Eurovisiesongfestival 2019, en zal ook wereldkampioenschap handbal mannen 2023 organiseren.